# 艾氏鋸齒脂鯉
艾氏鋸齒脂鯉，為輻鰭魚綱脂鯉目脂鯉亞目脂鯉科的其中一個種。分布於南美洲奧里諾科河及黑河流域，體長可達1.5公分，棲息在森林覆蓋且靜止的水域，生活習性不明。